# Latarnia morska w Bałtyjsku
Latarnia morska w Bałtyjsku (ros. Балтийский маяк, Bałtijskij majak) – latarnia morska u wejścia do Zalewu Wiślanego na brzegu Bałtyku, położona na północnej części Mierzei Wiślanej w mieście Bałtyjsk w Rosji (obwód królewiecki).
Latarnia zbudowana w roku 1813 o kształcie stożkowym. Górna część jest czerwona, dolna biała.

## Dane techniczne
- Położenie: 54°38′20″N 19°53′21″E
- Wysokość wieży: 30 m
- Wysokość światła: 33 m n.p.m.
- Zasięg światła: 18 Mm (33,336 km)
- Charakterystyka światła:
  - Blask: 9 s
  - Przerwa: 3 s
  - Okres: 12 s[1]

## Położenie-widok z satelity
- http://wikimapia.org/#y=54636790&x=19884052&z=13&l=28&m=h&v=2